# Зовнішні мілини

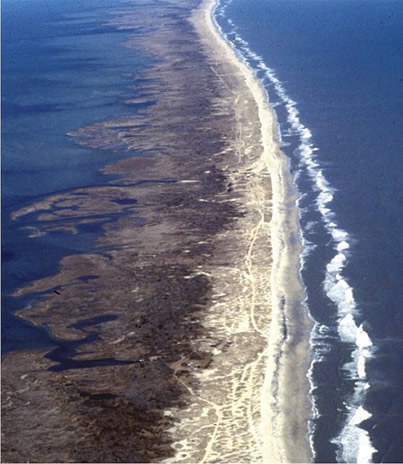
Бар'єрний острів Зовнішніх мілин

35°34′01″ пн. ш. 75°28′07″ зх. д. / 35.5668467° пн. ш. 75.4684908° зх. д.
Зовнішні мілини (англ. Outer Banks) — 320-кілометрова смуга вузьких піщаних бар'єрних островів узбережжя Північної Кароліни, що починаються біля південно-східного краю Вірджинія-Біч східного узбережжя США. Вони займають близько половини всієї берегової лінії Північної Кароліни і відокремлюють лагуни Керітак, Албемарл і Памліко від Атлантичного океану.
Зовнішні мілини є відомою туристичною пам'яткою і славляться своїм помірним кліматом і протяжними піщаними пляжами. Найбільш популярне узбережжі біля мису Гаттерас. Тут на Кілл Девіл-Гіллз поруч з містом Кітті-Гок брати Райт здійснили свій історичний політ. Зараз на цьому місці розташований Національний меморіал братів Райт. Тут знаходилася знаменита англійська «зникла колонія» Роанок. Мінливий в цих місцях океан і велика кількість останків затонулих кораблів здобули сусіднім водам Зовнішніх мілин славу «цвинтаря Атлантики».

## Географія
Зовнішні мілини являють собою ланцюг вузьких островів (з півночі на південь):
- Боді
- Роанок
- Гаттерас
- Окракоук

## В літературі і кінематографі
Саме тут, на Зовнішніх мілинах, відбуваються події фільм за однойменним романом Ніколаса Спаркса «Послання в пляшці» і «Ночі в Роданті».